# 和平镇 (五大连池市)
和平镇，是中华人民共和国黑龙江省黑河市五大连池市下辖的一个乡镇级行政单位。

## 行政区划
和平镇下辖以下地区：
和平社区、利民村、和平村、和安村、新立村、解放村、四平村、济民村、新民村和翻身村。